# Mary Ann Lippitt
Mary Ann Lippitt (29 de junho de 1918 - 18 de junho de 2006) foi uma pilota e filantropa americana que fundou uma empresa de aviação após a Segunda Guerra Mundial.

## Início da vida
Lippitt nasceu como Mary Ann Lippitt em Beverly Farms, Massachusetts, filha do senador Henry F. Lippitt e da golfista Lucy Hayes Herron Lippitt. Sua tia era Helen Herron Taft, esposa do Presidente William H. Taft. Seu tio era Charles W. Lippitt, governador de Rhode Island. Seus avós paternos foram Henry Lippitt, que também serviu como governador de Rhode Island, e Mary Ann Balch Lippitt, de quem ela recebeu o nome. Seu irmão era o oficial militar e político Frederick Lippitt. Como uma jovem adolescente em 1931, ela jogou no campeonato nacional feminino de tênis de grama. Durante a Segunda Guerra Mundial, ela aprendeu a pilotar aviões.

## Carreira

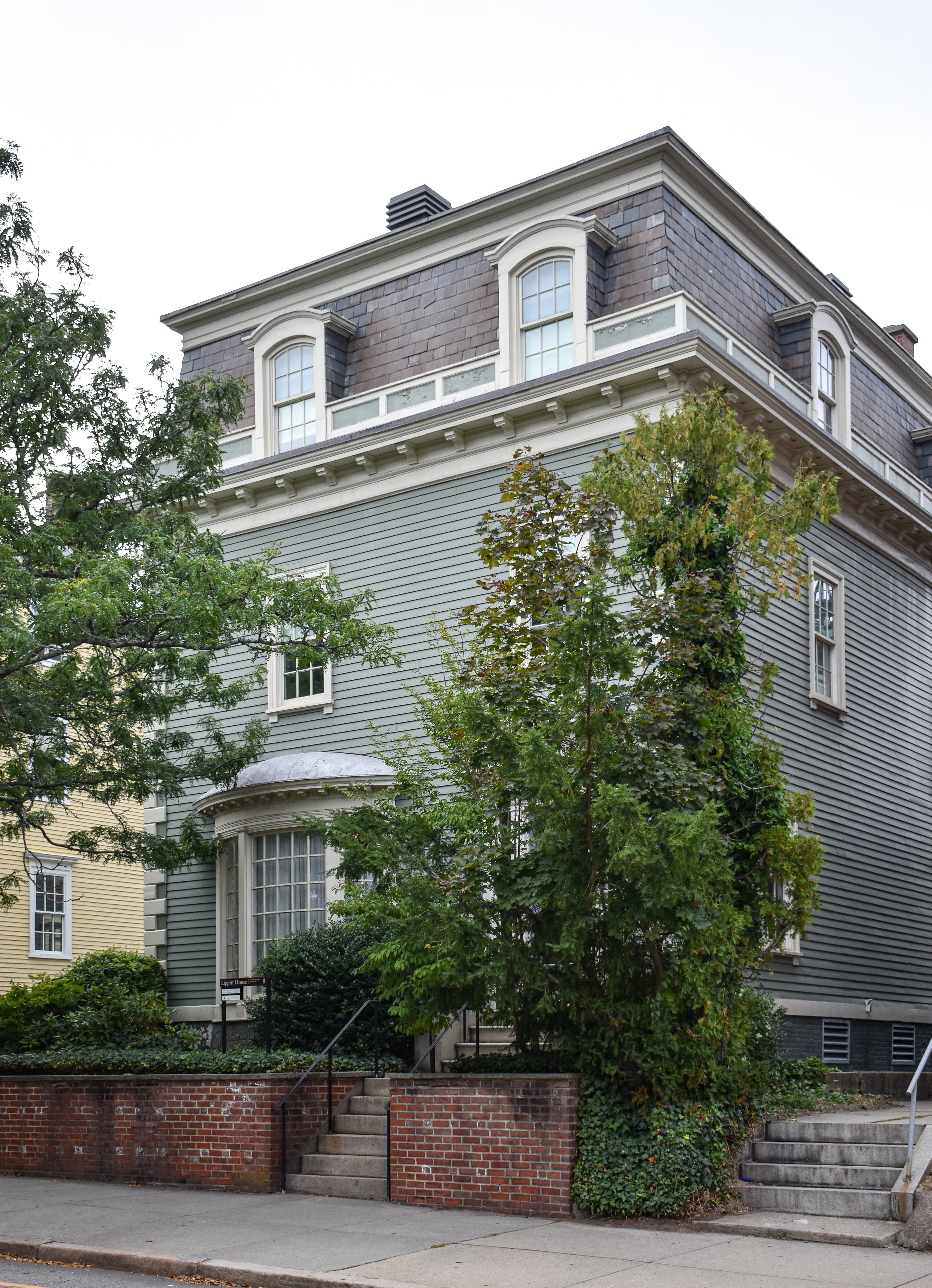
A casa que Mary Ann Lippitt e Frederick Lippitt compartilhavam em Providence, agora propriedade da Brown University

Em 1946, Lippitt formou a Lippitt Aviation Services, um serviço de fretamento, reparo e instrução com uma frota de quatro aviões, base no TF Green Airport (anteriormente Hillgrove Airport) em Warwick, Rhode Island. Lippitt tornou-se uma das primeiras mulheres empresárias em Rhode Island. Em 1972, Lippitt vendeu seu negócio. Ela voou na International Women's Air Race em 1956, mas teve que fazer um pouso de emergência em Buffalo, Nova York, em um clima difícil.
Em 2001, Lippitt doou 1 milhão de dólares americanos para a Biblioteca Pública de Providence, onde foi membro do Conselho de Curadores de 1985 a 1993. Uma filial da biblioteca foi posteriormente nomeada em homenagem a Lippitt. Em 2004, ela e seu irmão receberam a medalha do presidente da Brown University por sua filantropia.

## Vida pessoal
Lippitt viveu com seu irmão até sua morte em 2005.
Em 2006, Lippitt morreu em Providence, Rhode Island. Ela tinha 87 anos. Lippitt está enterrado no cemitério de Swan Point, com o de seu irmão. A casa que ela dividia com Frederick Lippitt foi doada à Brown University após sua morte. O Centro para o Estudo de Raça e Etnia na América na Brown University está localizado na Casa Frederick Lippitt e Mary Ann Lippitt. Em 2013, ela foi introduzida no Rhode Island Aviation Hall of Fame.